# برج عزاوي
برج عزاوي قرية سوريّة تتبع إداريّاً لمحافظة حلب منطقة السفيرة ناحية الحاجب، بلغ تعداد سكانها (683) نسمة حسب التعداد السكاني لعام 2004.